# Klubi Sportiv Besëlidhja Lezhë
El Klubi Sportiv Besëlidhja Lezhë es un club de fútbol albanés con sede en la ciudad de Lezhë. Su estadio es el Stadiumi Besëlidhja, que cuenta con una capacidad de 7000 asientos.

## Historia
Fue fundado en 1930 bajo el nombre Bardhyli Lezhë. Su primera participación en la primera división albanesa fue en 1937. Nunca ha participado en competiciones internacionales. 
En la temporada 2006/07, jugando en la Segunda División, logró el ascenso, por lo que jugó en Primera División la temporada 2007/08. 

## Palmarés
- Kategoria e Parë (7): 1969-70, 1977–78, 1979–80, 1983–84, 1986–87, 1992–93, 1999-00

## Récords
- Mayor victoria de local: Besëlidhja Lezhë 7-0 KS Gramozi Ersekë - 11 de abril de 2012
- Peor derrota de local: Besëlidhja Lezhë 3-4 KS Kukesi - 23 de abril de 2012
- Mayor victoria de visita: KF Laçi 1-7 Besëlidhja Lezhë - 18 de diciembre de 2004
- Peor derrota de visita: KF Tirana 5-1 Besëlidhja Lezhë - 21 de febrero de 2003